# Xaviel Vilareyo
Xaviel Vilareyo Villamil (Mieres del Camino, Asturias, 1967 - Oviedo, Asturias, 19 de mayo de 2015) fue un profesor, escritor y etnólogo español. Perteneciente a la generación literaria de la década de 1990, conocida como la "Generación del compromiso".

## Biografía
Licenciado en Derecho por la Universidad de Oviedo, es escritor políglota en español, asturiano y asturiano eonaviego. Profesor de Instituto, narrador, poeta, dramaturgo, etnólogo y ensayista, dirige muchas iniciativas culturales sobre la lengua, la literatura y la cultura  asturiana.
Se dio a conocer a través de una Mención Especial recibida en el "Premio Asturiano Joven de Poesía y Narrativa 1995" con su primer poemario titulado "Cróniques del recuerdu". Capacitado para la enseñanza del asturiano por la Academia de la Lengua Asturiana organizó los primeros cursos de lengua asturiana fuera de Asturias, en Madrid, en 2001.
Ha publicado en las revistas literarias Pretexto, Lletres Asturianes, Lletres Lliterariu, Zimbru, Reloj de Arena, Sietestrellu, Lliteratura, El signo del gorrión, Isla Desnuda, Amilamia, Calicanto, Poesía Toda, Estío, El Vendedor de Pararrayos, Texturas, y también ensayos en diversas revistas y colaboraciones periodísticas.
Aparece en las antologías literarias: Muestra de nueva poesía, Cinco años de lliteratura asturiana, Unde letras falan y Na boca de todos. Publicó también su Manifiesto sobre la poesía ética, siendo además colaborador habitual de revistas como El canciu'l cuélebre, Lletres asturianes, Entrambasauguas, "N'ast" y Fusión. En 2009 consigue por fin publicar Los ámbitos de la Nación Asturiana después de diez años.
En este libro sobre etnología asturiana defiende la reunificación territorial de la nación asturiana, Las Asturias, la unión cultural y política de todos los territorios asturianos. Como dramaturgo recibió el Premio de Teatro de la Academia de la Lengua Asturiana en 2009 por su obra "La fuxida".
Organizador de la "Junta de Escritores Asturianos" en Oviedo en los años 2005, 2008, 2010 y 2012. Coordinó la edición de los libros El conceptu xeneracional (Trabe, 2007), Lliteratura asturiana y compromisu (Trabe, 2009) y Lliteratura asturiana, identidá y nación (Espublizastur, 2012).
Sus ensayos y trabajos escritos principalmente escritos en asturiano aparecen también en muchas antologías y libros colectivos como Cinco años de lliteratura asturiana (Norte, 1998); Muestra de nueva poesía (SPPA, 1998); Lletras novas (Xeira, 2000); Na boca de todos (Veiga, 2006); Unde letras falan (Atenea, 2006); Camín de Bimenes (Xébana, 2007). Fundador del Festival de Cine Asturiano en el año 2005, certamen que dirigió con la idea de dar a conocer y difundir el cine  asturiano.
Publicó en 2009 la Historia del cine asturianu.
Coordinó la Junta de Escritores Asturianos desde 2005 al 2016.
Falleció en mayo del 2015  a los 48 años.

## Premios
- 1995: Mención Especial del Premiio Asturiano de Lliteratura
- 1997: Premio de narrativa Valentín Andrés
- 1997: Premio Vila de Sarria de Poesía
- 1998: Premio Xeira de Narracióis
- 1999: Premio Elvira Castañón de Poesía en Asturiano.
- 2000: Finalista del concurso de poesía "Voces del Chamamé", con el poemario La llende del Foranu
- 2009: Premio de Teatro de la Academia de la Lengua Asturiana
- 2009: Mención Especial del Premio de Asturiano de Ensayo.

## Obra
- 1997, Cróniques del recuerdu: Editora del Norte, Mieres ISBN 84-88660-39-1
- 1998, Más que probable: Ediciones Vitrubio, Madrid ISBN 84-89795-12-6
- 1999, Os novos poemas: Xeira, A Caridá ISBN 0-00-228688-2
- 2001, El camín d'inquietú: Editora del Norte, Mieres ISBN 0-00-287052-5
- 2006, La causa más probable: Ediciones Trabe, Oviedo ISBN 84-8053-457-5
- 2008, Los ámbitos de la Nación Asturiana: Espublizastur, Xixón ISBN 978-84-935983-5-8[4]
- 2009, Historia del Cine Asturianu: Espublizastur, Xixón ISBN 978-84-935983-6-5[8]
- 2010, Doña Terina: Espublizastur, Xixón ISBN 978-84-937721-3-0
- 2011, La fuxida: ALLA, Oviedo ISBN 978-84-8168-514-5[5]
- 2012, Les Asturies y el nacionalismu bascu: Espublizastur, Xixón (2012) ISBN 978-84-937721-3-1[10]